# 平岡昇
平岡 昇（ひらおか のぼる、1904年9月19日 - 1985年12月3日）は、日本のフランス文学者・翻訳家。東京大学名誉教授。

## 経歴
福岡市出身。1923年福岡県立中学修猷館、1925年旧制福岡高等学校文科丙類を経て、1928年東京帝国大学文学部仏文学科を卒業し、研究室副手を務める。
1949年東大教養学部助教授、1954年教授としてフランス語、フランス文学を教え、1965年定年退官、名誉教授、早稲田大学第一文学部教授。1975年定年退職。
18世紀フランスの人権思想などの研究家で、翻訳が多数ある。作家の安岡章太郎は親類にあたる。

## 著書
- 『平等に憑かれた人々 バブーフとその仲間たち』 （岩波新書） 1973年
- 『平岡昇 プロポ』 I・II（白水社） 1982年

## 共編著
- 『フランス文学史』 （河盛好蔵・佐藤朔共編、新潮社） 1967年
- 『ひとなぜ怒りを謳う ナショナリズム講義 安岡章太郎と対話』（朝日出版社） 1979年

## 翻訳
- 『作家の心理 ボオドレエル・フロオベエル・スタンダアル ポオル・ブウルジエ 』（山本書店） 1935年
  - 増補『現代心理論集　デカダンス・ペシミズム・コスモポリタニズムの考察』（伊藤なお共訳、法政大学出版局 叢書・ウニベルシタス） 1987年
- 『作家論』 （イポリット・テエヌ、秋田滋共訳、芝書店） 1935年
- 『シェイクスピアからミルトンまで』（テーヌ、河内清共訳、大山書店） 1937年
- 『詩人の運命 ステルロ』（アルフレッド・ド・ヴィニー、青木書店） 1939年。改題『ステロ』岩波文庫 1952年
- 『仏蘭西文芸思潮叢書 第8 パスカル小論』（サント・ブーヴ、白水社） 1939年
- 『ボードレール全集 第3巻 審美渉猟』（佐藤正彰等と共編、河出書房） 1939年
- 『孤愁 マリ・ボニファの生涯』（ジャック・ド・ラクルテル、河内清共訳、実業之日本社） 1940年
- 『近代心理論集 1』（ブールジェ、弘文堂書房） 1940年
- 『英国文学史』全3冊（テーヌ、創元社・創元選書） 1940年
- 『悪魔の恋』（ジャック・カゾット、渡辺一夫共訳、逍遥書院） 1948年／新版・国書刊行会、世界幻想文学大系 1976年
- 『フランス史』上・下（アンドレ・モロワ、新潮社） 1952 - 1953年、のち新潮文庫
- 『禁じられた遊び』（フランソワ・ボワイエ、ダヴィッド社） 1953年
- 『ベートーヴェンの生涯』（ロマン・ロラン、河出文庫） 1955年
- 『文芸批評』（J・C・カルローニ、ジャン・C・フィルー、白水社、文庫クセジュ） 1956年
- 『ファーブルの昆虫記 1』（実業之日本社） 1957年
- 『クリスチーヌの冒険』（O・ボーケール、講談社、世界少女小説全集13） 1957年
- 『人間不平等起原論』（ルソー、本田喜代治共訳、岩波文庫） 1957年、改版 1972年
- 『ファーブル昆虫記』全3巻（白水社）  1959 - 1960年、のち新版
- 『作家の秘密』（シャルル・ブレバン、紀伊國屋書店） 1959年
- 『ファーブル伝』（ジョルジュ＝ヴィクトール・ルグロ、野沢協共訳、白水社） 1960年、のち新版 1990年ほか。講談社文庫でも再刊
- 『印象派』（モーリス・セリュラス、丸山尚一共訳、白水社、文庫クセジュ） 1962年、のち改版 1992年
- 『ラモーの甥』（ディドロ、本田喜代治共訳、岩波文庫） 1964年
- 『社会契約論』（ルソー、根岸国孝共訳、角川文庫） 1965年
- 『エミール』（ジャン＝ジャック・ルソー、 河出書房新社、世界の大思想17） 1966年、のち新版
- 『自然と社会』（ルソー、白水社） 1967年、のち新版（抜粋の編訳）
- 『パスカル』（アルベール・ベガン、安井源治共訳、白水社） 1977年
- 『百科全書』（ジャック・プルースト、市川慎一共訳、岩波書店）　1979年
- 『文芸批評の新展望』（ピエール・ブリュネル、川中子弘共訳、白水社、文庫クセジュ） 1985年
- 『ディドロ著作集』（小場瀬卓三と監修、3巻目まで[4]、法政大学出版局）1980-1989年